# Dichromochlamys dentatifolia
 Dichromochlamys dentatifolia   (F.Muell.) Dunlop, 1980 è una specie di piante angiosperme dicotiledoni della famiglia delle Asteraceae, sottofamiglia Asteroideae,  tribù Astereae (Aster lineage) e sottotribù Brachyscominae.  Dichromochlamys dentatifolia è anche l'unica specie del genere  Dichromochlamys  Dunlop, 1980.

## Etimologia
Il nome scientifico della specie è stato definito dai botanici Ferdinand Jacob Heinrich von Mueller (1825-1896) e Clyde Robert Dunlop (1946-) nella pubblicazione " Journal of the Adelaide Botanic Gardens. Adelaide" ( J. Adelaide Bot. Gard. 2(3): 235) del 1980. Il nome scientifico del genere è stato definito nella stessa pubblicazione.

## Descrizione
Portamento. La specie di questa voce ha un habitus di tipo annuale erbaceo.
Fusto. La parte aerea è decombente. I rami e le foglie variano da villosi a lanosi (raramente sono glabri) e ghiandolosi. Altezza media: 8 - 25 cm.
Foglie. Le foglie, cauline, sono disposte in modo alternato e sono picciolate. La lamina varia da strettamente spatolata a oblungo-cuneata; gli apici sono grossolanamente dentati. La superficie varia da villosa a lanosa, raramente è glabra; inoltre è ghiandolosa. Dimensione delle foglie: lunghezza 1 - 3,5 cm; larghezza 2 - 10 mm. 
Infiorescenza. Le sinflorescenze sono scapose (capolini solitari). Le infiorescenze vere e proprie sono composte da un capolino lungamente peduncolato e densamente ghiandolare di tipo radiato con fiori eterogami. I capolini sono formati da un involucro, con forme da emisferiche a subglobose, composto da diverse brattee, al cui interno un ricettacolo fa da base ai fiori di due tipi: fiori del raggio e fiori del disco. Le brattee, con forme lanceolate e apici acuminati e non carenate ma con un ampio margine scarioso e a consistenza erbacea, sono disposte in modo più o meno embricato e fortemente scalato su 4 - 5 serie. Il ricettacolo, densamente ghiandoloso, è nudo ossia senza pagliette a protezione della base dei fiori; la forma è conica. Dimensione dei capolini: 6 - 12 mm. Lunghezza del peduncolo: 2 - 7 cm. Lunghezza delle brattee: 5 - 10 mm.
Fiori.  I fiori (da 100 a 150 per capolino) sono tetra-ciclici (formati cioè da 4 verticilli: calice – corolla – androceo – gineceo) e pentameri (calice e corolla formati da 5 elementi). Si distinguono in:
- fiori del raggio (esterni): sono femminili e sono disposti su diverse serie; la forma è ligulata (zigomorfa);
- fiori del disco (centrali): sono più numerosi con forme brevemente tubulose (attinomorfe); sono ermafroditi o (raramente) funzionalmente maschili.

- Formula fiorale:

*/x K {\displaystyle \infty }, [C (5), A (5)], G 2 (infero), achenio
- Calice: i sepali del calice sono ridotti ad una coroncina di squame.

- Corolla: la forma della corolla alla base è più o meno imbutiforme, mentre all'apice è ligulata a 5 (raramente 3) denti (i fiori del raggio) o brevemente tubolare con 5 (raramente 4) lobi (i fiori del disco); i lobi, patenti o eretti, hanno una forma deltata o più o meno lanceolata. I colori della corolla sono giallo (i fiori del disco) e bianco o rosa (i fiori del raggio).

- Androceo: l'androceo è formato da 5 stami sorretti da filamenti generalmente liberi; gli stami sono connati e formano un manicotto circondante lo stilo; le teche (produttrici del polline) alla base sono troncate e sono lievemente auricolate (molto raramente sono speronate o hanno una coda); le appendici apicali delle antere hanno delle forme piatte e lanceolate; il tessuto endoteciale (rivestimento interno dell'antera) è quasi sempre polarizzato (con due superfici distinte: una verso l'esterno e una verso l'interno). Il polline è sferico con un diametro medio di circa 25 micron;  è tricolporato (con tre aperture sia di tipo a fessura che tipo isodiametrica o poro) ed è echinato (con punte sporgenti).[9][12]

- Gineceo: l'ovario è infero uniloculare formato da 2 carpelli.[5] Lo stilo (il recettore del polline) è profondamente bifido (con due stigmi divergenti) e con le linee stigmatiche marginali separate.[13] I due bracci dello stilo hanno una forma deltoide e sono papillosi o ricoperti da ciuffi di peli.

Frutti. I frutti sono degli acheni con un scarso pappo; in alcune specie è presente un certo dimorfismo (gli acheni dei fiori del raggio differiscono dagli acheni dei fiori del disco);
- achenio: gli acheni, con forme obovate, sono lateralmente compressi (piatti) con due nervature laterali, sono inoltre alati (o con protuberanze distali); la superficie è liscia e poco sericea; la parete dell'achenio è formata da celle contenenti rafidi ma prive di fitomelanina; il carpoforo normalmente è anulare; sono presenti setole con punte a forma di ancora; lunghezza degli acheni: 1,8 - 2 mm;
- pappo: il pappo è formato da diverse serie di setole persistenti. Le serie più esterne sono più corte. Lunghezza del pappo: 4 - 5 mm.

## Biologia
Impollinazione: tramite insetti (impollinazione entomogama tramite farfalle diurne e notturne).

Riproduzione: la fecondazione avviene fondamentalmente tramite l'impollinazione dei fiori.

Dispersione: i semi cadono a terra e vengono dispersi soprattutto da insetti come formiche (disseminazione mirmecoria). Un altro tipo di dispersione è zoocoria: gli uncini delle brattee dell'involucro (se presenti) si agganciano ai peli degli animali di passaggio che portano così i semi anche su lunghe distanze. Inoltre per merito del pappo il vento può trasportare i semi anche per alcuni chilometri (disseminazione anemocora).

## Distribuzione e habitat
La specie di questa voce è distribuita in Australia.

## Sistematica
La famiglia di appartenenza di questa voce (Asteraceae o Compositae, nomen conservandum) probabilmente originaria del Sud America, è la più numerosa del mondo vegetale, comprende oltre 23.000 specie distribuite su 1.535 generi, oppure 22.750 specie e 1.530 generi secondo altre fonti (una delle checklist più aggiornata elenca fino a 1.679 generi). La famiglia attualmente (2021) è divisa in 16 sottofamiglie; la sottofamiglia Asteroideae è una di queste e rappresenta l'evoluzione più recente di tutta la famiglia.

### Filogenesi
Il genere della specie di questa voce è descritto nella sottotribù Asterinae, una delle quasi 40 sottotribù della tribù Astereae. In base alle ultime ricerche nella tribù sono stati individuati (provvisoriamente) 5 principali lignaggi:
- Basal grade: include alcuni generi isolati, il gruppo "South American-Oceania",  alcune sottotribù africane e il gruppo dei generi legnosi del Madagascar.
- Bellis lineage: comprende le sottotribù eurasiatiche e una sottotribù africana.
- Aster lineage: include i generi asiatici di Asterinae e i principali gruppi dell'Australia e dell'Oceania.
- Baccharis lineage: include alcuni gruppi sudamericani.
- North American lineage: include la vasta gamma di sottotribù del Nordamerica, Messico e alcuni gruppi distribuiti nel Sudamerica.

Il genere  Dichromochlamys (insieme alla sottotribù Brachyscominae) è incluso nel Aster lineage i cui caratteri principali sono: la base delle antere sono prive di code e non sono calcarate (speronate); le linee stigmatiche dei bracci dello stilo sono totalmente separate; i due bracci dello stilo hanno una forma breve o allungata da lanceolata a deltoide e possono essere papillosi o ricoperti da ciuffi di peli (all'esterno, mentre all'interno sono glabri). La distribuzione della maggior parte delle specie di questo gruppo è nelle regioni temperate nord e sud.
La sottotribù Brachyscominae comprende oltre trenta generi suddivisi nei seguente gruppi:
- Brachyscome group
- Calotis group
- Vittadinia group
- Elachanthus group
- Incertae sedis
- Olearia Moench sensu stricto
- Unresolved Olearia segregates

 Dichromochlamys è incluso nel gruppo "Incertae sedis" insieme ai generi Achnophora - Camptacra - Dimorphocoma - Hullsia - Iotasperma - Ixiochlamys - Minuria (parte) - Pappochroma - Pilbara - Remya. In precedenti trattazioni questo genere era descritto nella sottotribù Podocominae.
I caratteri distintivi della specie  Dichromochlamys dentatifolia sono:
- le brattee involucrali si incurvano dopo la fruttificazione;
- gli acheni sono lunghi 2 mm ed hanno un corto ma ampio collo;
- le setole del pappo sono disposte su 2 serie (quelle esterne più corte di quelle interne).

### Sinonimi
Sono elencati alcuni sinonimi per questa entità:
- Pterigeron dentatifolius F.Muell.